# حارة الكسارة (صنعاء)
حارة الكسارة هي إحدى حارات حي معين بمديرية معين إحد مديريات العاصمة اليمنية صنعاء، بلغ تعداد سكانها 632 نسمة حسب تعداد اليمن لعام 2004.